# Poolse landmacht

Vlag van de Poolse landmacht

De Poolse landmacht (Pools: Wojsko Polskie) is de grondcomponent van de Poolse strijdkrachten. Het is een onderdeel van de defensie-infrastructuur van Polen en heeft een geschiedenis die teruggaat tot 1918. Gedurende deze tijd heeft de Poolse landmacht vele veranderingen ondergaan, aangepast aan de behoeften van de natie en de geopolitieke omstandigheden.

## Geschiedenis
De geschiedenis van de Poolse landmacht is nauw verweven met de geschiedenis van Polen als natie. Het begon met de Poolse hertogdommen en koninkrijken in de middeleeuwen, waarvan de militaire kracht voornamelijk was gebaseerd op cavalerie-eenheden, zoals de legendarische Poolse huzaren.
In de moderne tijd werd de Poolse landmacht opgericht na de herwonnen onafhankelijkheid van Polen na de Eerste Wereldoorlog. Tijdens de Pools-Russische Oorlog (1919-1921) speelde de Poolse landmacht een cruciale rol, met name in de Slag om Warschau (1920). In 1939 werd Polen verslagen door nazi-Duitsland en tijdens de bezetting van Polen leverden Poolse troepen in ballingschap belangrijke bijdragen aan de geallieerde strijdkrachten.
Na de Tweede Wereldoorlog, tijdens de Koude Oorlog, maakte Polen deel uit van het Warschaupact en was de Poolse landmacht geïntegreerd in het Sovjet-geleide militaire blok. Na de val van het communisme in 1989 onderging de Poolse landmacht een grondige modernisering en herstructurering om te voldoen aan de eisen van een lidmaatschap van de NAVO.

## Organisatie en structuur
De Poolse landmacht is georganiseerd in verschillende korpsen, divisies en brigades. Enkele van de belangrijkste eenheden zijn:
- 12e Pantserdivisie: Deze divisie is een belangrijk element in de Poolse gepantserde capaciteit en wordt geacht snel inzetbaar te zijn.
- 18e Luchtaanval Brigade: Gespecialiseerd in luchtgemotoriseerde operaties, met de nadruk op het snel verplaatsen van troepen en het uitvoeren van aanvallen achter vijandelijke linies.
- 6e Airborne Brigade "Krakow": Een elite-eenheid die is gespecialiseerd in parachutespringen en snelle inzetbaarheid voor speciale operaties.

De Poolse landmacht integreert moderne technologieën en tactieken in zijn operaties, met een nadruk op interoperabiliteit met NAVO-partners.

## Uitrusting en bewapening
De Poolse landmacht maakt gebruik van een verscheidenheid aan moderne uitrusting en bewapening, waaronder tanks, gepantserde voertuigen, artillerie, infanteriewapens en ondersteuningsapparatuur. Enkele van de belangrijkste systemen zijn onder meer:
- Leopard 2A5/PL Main Battle Tank: Een modern gevechtstank die bekend staat om zijn uitstekende vuurkracht en bescherming.
- Rosomak gepantserde personeelsdragers: Deze voertuigen bieden mobiliteit en bescherming voor infanterietroepen.
- KTO Rosomak IFV: Een variant van de Rosomak, uitgerust met een 30 mm automatisch kanon en antitankraketten.
- WR-40 Langusta Multiple Rocket Launcher: Een mobiel raketsysteem dat in staat is tot snelle en nauwkeurige vuursteun.

## Rol en missies
De Poolse landmacht heeft verschillende rollen en missies, waaronder territoriale verdediging, internationale vredeshandhaving, crisisrespons en steun aan civiele autoriteiten in noodsituaties. Als lid van de NAVO neemt Polen deel aan gezamenlijke oefeningen en operaties met bondgenoten om de collectieve veiligheid te waarborgen.